# 야마지 모토하루
야마지 모토하루(山地元治, 1841년 9월 10일 - 1897년 10월 3일)는 도사번의 번사, 신충대원, 일본 제국 육군의 군인이었다. 최종 계급은 육군 중장이었으며, 자작의 작위를 받았다. 아명은 주시치(忠七).

## 생애

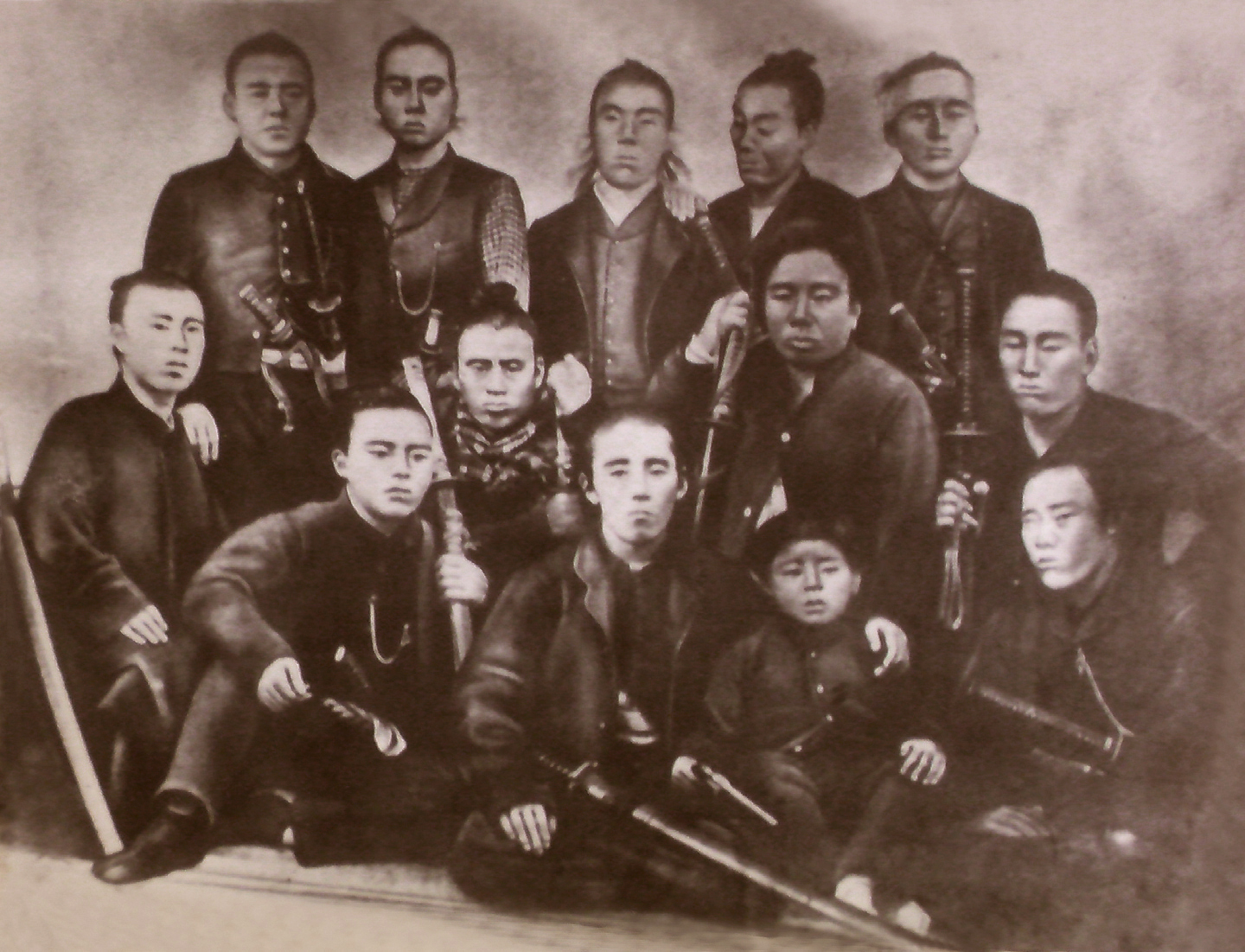
신충대(앞 줄 왼쪽부터 반 고다유, 이타가키 다이스케, 다니 오토부타(아이), 야마지 주시치, 중간 줄에 왼쪽부터 다니 신베에, 다니 다테키, 야마다 기요카도, 요시모토 헤이노스케 스케카쓰, 맨 뒤 왼쪽부터 가타오카 겐키치, 마나베 마사요시, 니시야마 사카에, 기타무라 시게요리, 벳부 히코쿠로

도사번 번사로 산치 모토히사의 장남으로 고치성하 마을 고다사카(小高坂) 에치젠마치에서 태어났다. 번주 소성(小姓) 일을 하였고, 아시가루 대장을 거쳐 1867년 보병 소대 사령관을 맡는다. 도바·후시미 전투에서는 독단으로 새 정부에 가담하여 막부 측을 공격했고, 보신 전쟁에서는 신충대 7번 대장, 호첩대장으로 동북 각지를 전전했다. 메이지 원년 1868년에는 대대장이 되었고, 이듬해 전공으로 상전록 150석을 하사받았다.
1871년, 왕실호위병(御親兵)으로 올라와 육군 중령으로 승진했다. 정한론 분쟁으로 이타가키 다이스케와 고토 쇼지로 등 토사 출신과 함께 하야한다. 귀향한 후는 이타가키 등과 함께 자유 민권 운동에 정진하자고 맹약을 맺었지만, 향후 방침을 놓고 이타가키와 갈등을 일으켜 육군에 복귀했다.
근위 6번 대대장 등을 거쳐서 1877년 3월부터 10월까지 보병 제4연대장으로 세이난 전쟁에 출정하여 유격 제3여단 참모장으로 부상을 당한다. 이후 보병 제3연대장과 보병 제12연대장 등을 거치면서 1881년 2월에는 육군 소장으로 구마모토 지방을 수비했던 군대 사령관을 지냈다.
오사카 지방을 수비했던 군대 사령관, 보병 제2여단장, 그리고 구마모토 지방을 수비했던 군대 사령관을 역임하고 1886년 12월 육군 중장으로 승진한다. 1887년 5월 남작의 작위를 받았다. 제6사단장을 거쳐서 제1사단장으로 청일 전쟁에 출정하여 진저우나 뤼순, 전장대 등을 공략했다. 1895년 8월, 자작을 제수받고, 서부도독을 지냈지만, 야마구치현 호후시 미타지리에서 사망했다.

## 일화
- 13살 때 한쪽 눈을 실명하고 ‘애꾸눈 장군’이라는 별명을 가진 용장이었다.
- 청일 전쟁에서 여순을 함락시켰을 때 사육된 쌍봉낙타 2마리를 전리품으로 황태자에게 헌상하였고, 2마리는 우에노 동물원에서 사육했다.

## 참고자료
- 『迅衝隊出陣展』中岡慎太郎館 엮음, 2003년
- 故陸軍中将山地元治君』佐藤正著, 金港堂, 1902년
- 『高知県人名事典』高知市民図書館, 1970년